# Gignac (Hérault)
Gignac (okzitanisch: Ginhac) ist eine französische Gemeinde mit 6713 Einwohnern (Stand 1. Januar 2022) im Département Hérault in der Region Okzitanien; sie gehört zum Arrondissement Lodève und zum Kanton Gignac. Die Einwohner werden Gignacois genannt.

## Geographie
Gignac liegt am Fluss Hérault, der auch die nordwestliche Gemeindegrenze bildet. Durch die Gemeinde führt ferner der Bewässerungskanal Canal de Gignac. Umgeben wird Gignac von den Nachbargemeinden Saint-Jean-de-Fos im Norden, Aniane im Nordosten, La Boissière im Osten, Aumelas im Südosten, Saint-Bauzille-de-la-Sylve im Süden, Popian und Pouzols im Südwesten, Saint-André-de-Sangonis im Westen und Lagamas im Nordwesten.
Durch die Gemeinde führt die Autoroute A750.

## Bevölkerungsentwicklung
| Jahr                       | 1962 | 1968 | 1975 | 1982 | 1990 | 1999 | 2011 | 2019 |
| Einwohner                  | 2540 | 2746 | 2848 | 3228 | 3652 | 3955 | 5515 | 6200 |
| Quellen: Cassini und INSEE |      |      |      |      |      |      |      |      |

## Sehenswürdigkeiten

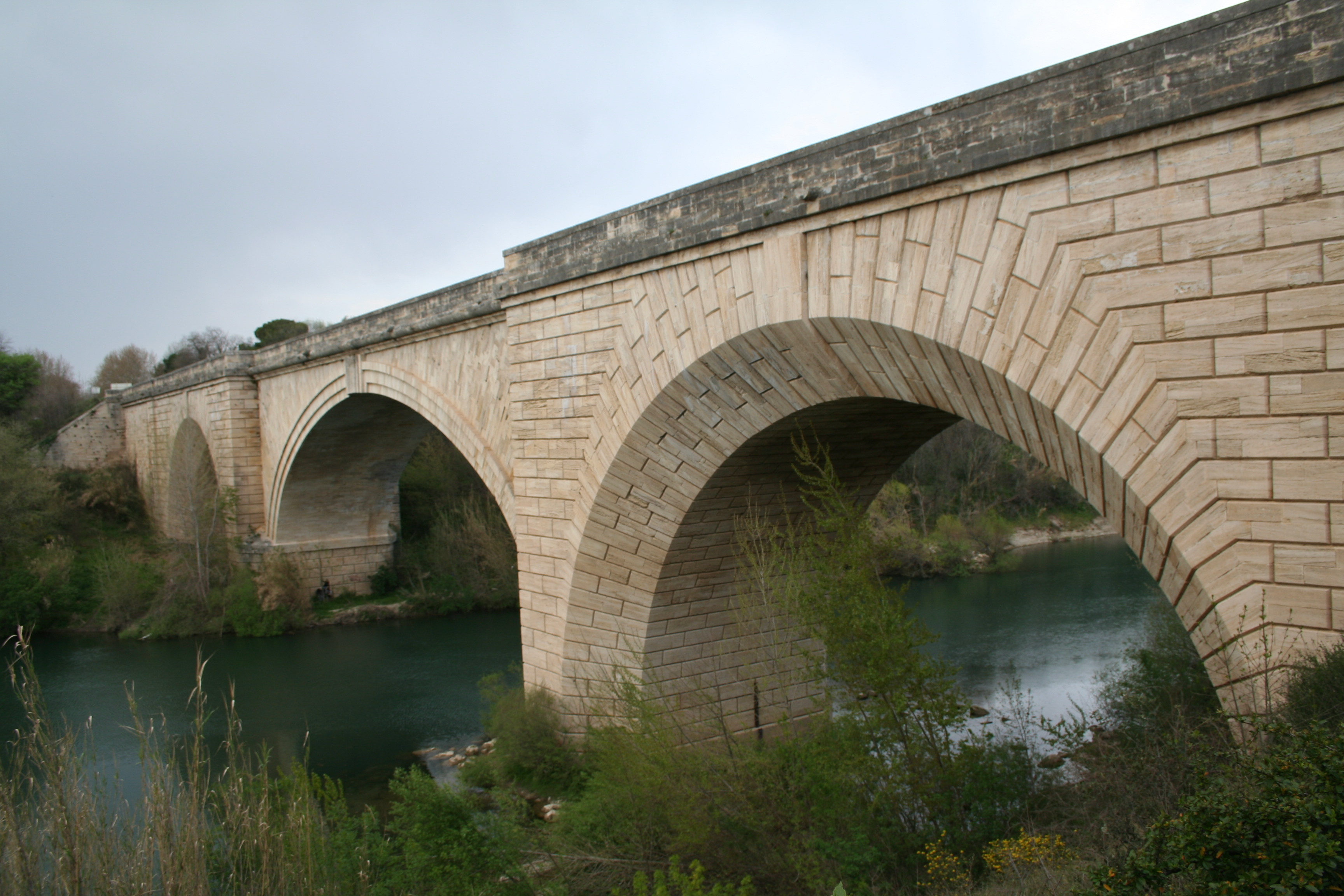
Brücke über den Hérault (Pont de Gignac)

- Kirche Notre-Dame-de-Grâce weitgehend aus dem 17. Jahrhundert, auf der Fläche eines römischen Tempels der Siebten Legion errichtet, der im 13. Jahrhundert zerstört wurde
- Kirche Saint-Pierre-aux-Liens, erbaut in der Zeit von 1635 bis 1677
- Der Sarazenenturm (Donjon)
- Hotel de Laurès, heutiges Tourismusbüro
- Kommunaler Glockenturm aus dem 18. Jahrhundert (Monument historique)
- Pont de Gignac über den Hérault, Bau abgeschlossen 1810
- Pont du Languedoc über den Hérault (Autobahnbrücke)

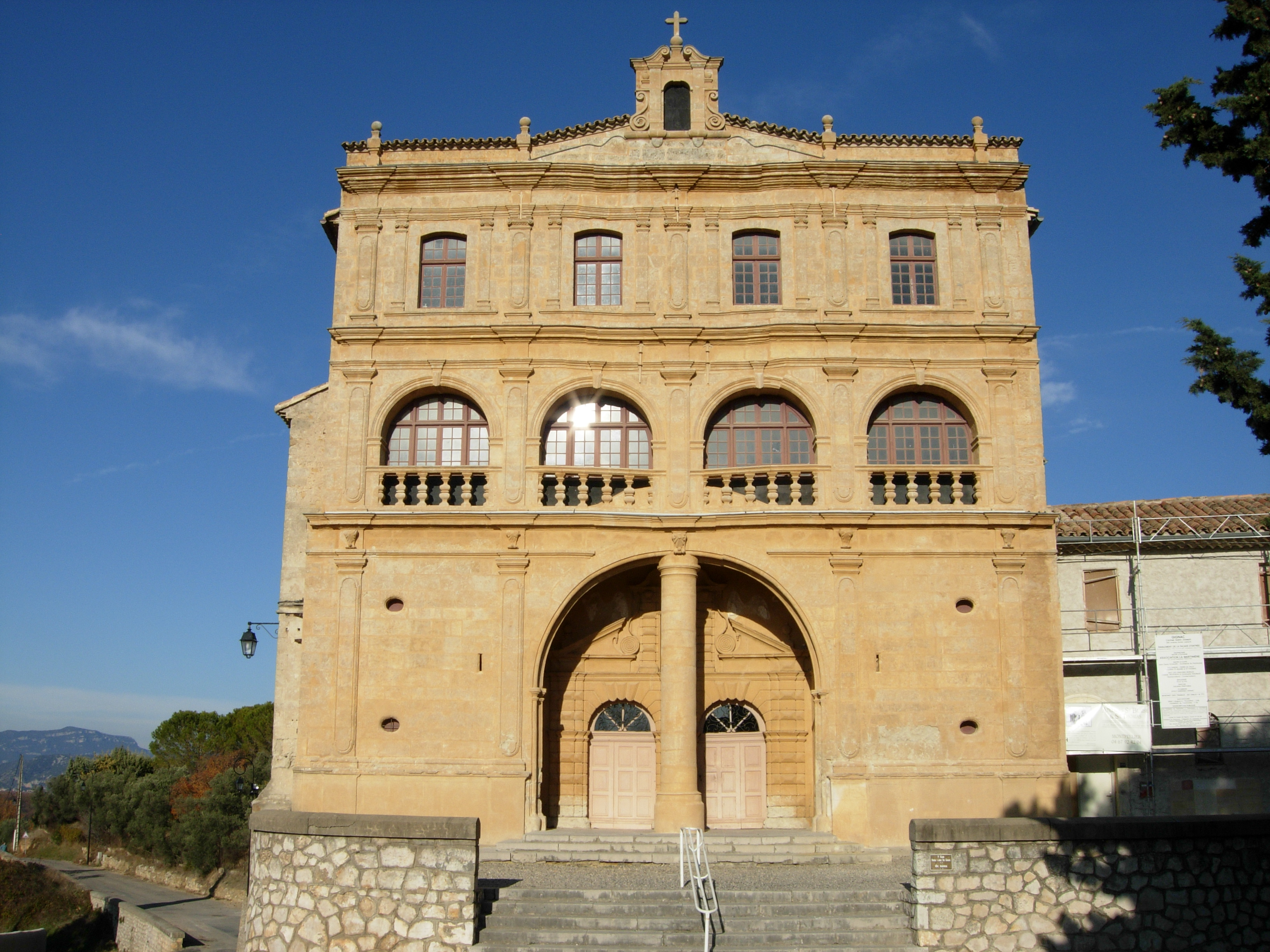
Kirche Notre-Dame-de-Grâce

- Fontaine Henri Eugène Carriere

## Persönlichkeiten
- Michel Marie Claparède (1770–1842), General